# Adolf Metzner
Adolf Metzner   (Frankenthal, 25 d'abril de 1910 - Hamburg, 5 de març de 1978) fou un atleta alemany, especialista en curses de velocitat, que va competir durant la dècada de 1930.
El 1932 va prendre part en els Jocs Olímpics d'Estiu de Los Angeles, on disputà dues proves del programa d'atletisme. Fou quart en la cursa dels 4x400 metres relleus, mentre en la dels 400 metres quedà eliminat en sèries. Quatre anys més tard, als Jocs de Berlín, quedà eliminat en sèries en la prova dels 400 metres.
En el seu palmarès destaquen dues medalles d'or al Campionat d'Europa d'atletisme de 1934, en els 400 metres i els relleus 4x400 metres. També guanyà cinc campionats nacionals i establí tres rècords del món.
Llicenciat en medicina, durant la Segona Guerra Mundial fou un destacat metge del Partit Nazi i les SS. Això va fer que en finalitzar la guerra, primer s'amagués durant dos anys i després ocultés les seves activitats.

## Millors marques
- 100 metres. 10.6" (1930)
- 400 metres. 47.8" (1932)[1][4]